# Robert Van Zeebroeck
Robert Van Zeebroeck (n. 31 octombrie 1909, Brussel, Comunitatea Francofonă din Belgia⁠(d), Belgia – d. 1991, Tranent⁠(d), Scoția, Regatul Unit) a fost un patinator artistic ce a reprezentat Belgia, medaliat olimpic. A participat la 1 ediție a Jocurilor Olimpice (1928) în care a câștigat 1 medalie de bronz.